# 대집경
《대방등대집경》(大方等大集經)은 불교의 경전으로, 석가모니가 여러나라의 불보살을 모아 대승의 법을 설파한 것으로, 공사상에 더해 밀교적 요소가 농후하다.
원제는 '마하'가 '대'(mahā), '산니파타'(saánipāta)가 '집합', '수트라'(sátra)가 '경', 대체로 '집합시킨 큰 경'의 뜻이다.
수나라 대에 승려 취가 북양의 담무참 역의 대집경 29권에 더해 수나라 나련제야사 역의 월장경 12권, 일장경 15권 등을 합쳐 하나의 경전, 60권으로 만든 것이다.
중국불교에서는 <반야경>, <화엄경>, <열반경>, <보적경>과 함께 대승불교 5부경의 하나로 꼽히며 대장경의 구성에도 영향을 미치고 있다.

## 같이 보기
- 화엄경
- 유마경

## 참고 문헌
- 이 문서에는 다음커뮤니케이션(현 카카오)에서 GFDL 또는 CC-SA 라이선스로 배포한 글로벌 세계대백과사전의 내용을 기초로 작성된 글이 포함되어 있습니다.